# Мохамед, Абдуллахи Али
Абдуллахи Али Мохамед «Барлех» (сомал. Cabdillaahi Cali Maxamed "Baarleex") — сомалийский политик, второй президент непризнанного государства Химан и Хеб вплоть до объединения с Галмудугом в 2015 году.
27 февраля 2017 года он объявил, что будет баллотироваться на пост президента Галмудуга на предстоящих выборах.
В настоящее время Барлех проживает в Великобритании.